# Lewis Range
Lewis Range je pohoří ve Skalnatých horách v severní Montaně a v jižní části kanadské Alberty. Nejvyšší hora je Mount Cleveland (3190 m).

## Popis
Pohoří je tvořeno lewiským příkrovem, který začal vznikat už před 170 Ma, obrovská deska prekambrijských hornin o mocnosti 4,8 km, 50 km široká a 160 km dlouhá překryla mladší horniny křídy.
Lewis Range leží v povodí Columbia River, Mississippi River a Nelson River. V pohoří se střetávají rozvodnice kontinentálního rozvodí – Velký a Laurentinský předěl, a vytváří významný hydrografický uzel na vrcholu hory Triple Divide Peak (2444 m).
Kromě nejvyšší hory Mount Cleveland patří mezi významné vrcholy Mount Stimson (3091 m), Mount Jackson (3064 m), Mount Siyeh (3052 m), Going to the Sun Mountain (2939 m) a osamělá hora Chief Mountain (2768 m). Chinese Wall v Bob Marshall Wilderness je 300 m vysoká stěna, která se táhne v délce více než 60 km. Velké průsmyky Marias Pass a Logan Pass přetínají Glacier National Park z východu na západ.

## Ochrana přírody
Lewis Range prochází přes několik chráněných území. Na severu v Albertě zasahuje do Waterton Lakes National Park, přechází na jihu do Glacier National Park v Montaně – tyto dva parky jsou pod společným názvem Mezinárodní park míru Waterton-Glacier součástí světového přírodního dědictví UNESCO. Další chráněná území je Bob Marshall Wilderness Complex ležící ve Flathead National Forest a v Lewis and Clark National Forest.